# Francesc Antich
Francesc Antich Oliver (ur. 28 listopada 1958 w Caracas, zm. 2 stycznia 2025 w Palmie) – hiszpański polityk, prawnik i samorządowiec, działacz Hiszpańskiej Socjalistycznej Partii Robotniczej (PSOE), parlamentarzysta, w latach 1999–2003 i 2007–2011 prezydent Balearów.

## Życiorys
Absolwent prawa na Uniwersytecie Balearów. Pracował jako prawnik w administracji miejskiej w Palma de Mallorca. Zaangażował się w działalność polityczną w ramach Hiszpańskiej Socjalistycznej Partii Robotniczej. Od 1987 był członkiem władz lokalnych w Algaidzie, następnie do 1995 alkadem tej miejscowości. Następnie do 1999 zasiadał we władzach lokalnych wyspy Majorka, gdzie odpowiadał za ochronę środowiska. Od 1995 wybierany do parlamentu Balearów.
W lipcu 1999 objął urząd prezydenta Balearów, sprawował go do czerwca 2003, kiedy to socjaliści przeszli do opozycji. W 2000 został sekretarzem generalnym PSIB-PSOE, regionalnego oddziału partii socjalistycznej. W 2004 uzyskał mandat posła do Kongresu Deputowanych VIII kadencji.
W 2007 powrócił do parlamentu wspólnoty autonomicznej. Od lipca 2007 do czerwca 2011 ponownie stał na czele balearskiego rządu. W 2011 regionalny parlament powołał go w skład Senatu. W 2012 na czele PSIB-PSOE zastąpiła go Francina Armengol.
Zmarł 2 stycznia 2025 w wyniku choroby nowotworowej, z którą zmagał się od 2022.